# Selenops lobatse
Espèce
Selenops lobatse est une espèce d'araignées aranéomorphes de la famille des Selenopidae.

## Distribution
Cette espèce est endémique du Nord-Ouest en Afrique du Sud,.

## Description
La femelle holotype mesure 9,70 mm.

## Étymologie
Son nom d'espèce lui a été donné en référence au lieu de sa découverte, Lobatse.

## Publication originale
- Corronca, 2001 :  Three new species of Selenops Latreille, 1819 (Aranei: Selenopidae) from Afrotropical region. Arthropoda Selecta, vol. 10, no 1, p. 55-58 (texte intégral).